# 北牛津 (緬因州)
北牛津（英語：North Oxford）是位於美國緬因州牛津縣的一個未組織地區。

## 地方資料
北牛津的面積為1414.70平方千米，當中陸地面積為1319.90平方千米，而水域面積為94.80平方千米。根據2020年美國人口普查的數據，當地共有人口16人，而人口密度為每平方千米0.01人。